# Planina Meru
Planina Meru (naziva se i Sumeru, Sineru ili Mahameru) je sveta, kozmološka planina s pet vrhova u hinduizmu, džainizmu i budizmu, te se smatra središtem fizičkog, metafizičkog i duhovnog svemira.
Mnogi poznati hramovi ovih religija su izgrađeni kako bi simbolički predstavljali planinu.
Prema mitu, kći planine je Menavati, supruga kralja Himavata te majka božice Parvati.